# هونيدوارا
مدينة هونيدوارا , تقع غربي رومانيا (بالرومانية: Hunedoara)‏ (بالمجرية: Vajdahunyad)‏ (بالألمانية: Eisenmarkt), تقع على نهر تشيرنا وتعتبر أكبر مدن محافظة هونيدوارا التي عاصمتها ديفا. بلغ عدد سكانها 71.257 نسمة عام 2002 و من أهم معالم المدينة قلعة هونيدوارا ومن أهم أعلام المدينة إيوان دي هونيدوارا.

## توأمة
لهونيدوارا اتفاقيات توأمة مع كل من:
- أرجنتوي (1974 - ).
- درينجه.
- زومباثلي.
- زينيتسا.

## أعلام
- ماريوس ستانكيفيسيوس
- بوغدان لوبونت
- يوحنا هونياد
- ميركيا ريدنيك
- دانيال تيموفتي